# Nemocnice na kraji města
Nemocnice na kraji města je televizní seriál Československé televize, který podle scénáře Jaroslava Dietla natočil režisér Jaroslav Dudek v letech 1976–1981. Jedná se o dramatický seriál z nemocničního prostředí.
Jeho natáčení bylo zahájeno v roce 1976 s Karlem Högrem v hlavní roli primáře Sovy. Ten však v roce 1977 náhle zemřel, když už s ním byly natočeny exteriérové scény. Do role primáře Sovy byl tedy narychlo obsazen slovenský herec Ladislav Chudík, s nímž byly záběry přetočeny. Původně se rovněž herci připravovali v mostecké nemocnici a bylo v ní natočeno několik záběrů, z nichž však většina po přetočení odvysílána nebyla.
Premiéra 1. série, která čítala 13 dílů, proběhla 5. listopadu 1978. Po velkém úspěchu seriálu nejen v Československu, ale i v Německu, byla v roce 1981 na žádost německé televize dotočena ještě navazující řada o sedmi dílech.

## Děj
Jedná se o dílo plné napětí, zvratů a místy i vtipných sdělení a hlášek. Seriál obsahuje též autentické záběry z operací převážně z oboru ortopedie.
Ortopedie je nemocniční oddělení, kde pracuje řada výborných chirurgů - lékaři Sova starší (primář) (Ladislav Chudík), Blažej (Josef Abrhám), Štrosmajer (Miloš Kopecký), a ne příliš zdatný dr. Cvach (Josef Vinklář). Mezi ně se na počátku příběhu zařadí nově příchozí MUDr. Čeňková (Eliška Balzerová), která se i přes prvotní podcenění MUDr. Sovou nenechá odradit a na oddělení ortopedie zůstává a posléze se stává jednou z nejlepších nemocničních lékařek. Na oddělení později přichází i mladý doktor Peterka (Oldřich Kaiser).
Děj nepopisuje pouze příběhy a události odehrávající se v nemocničním prostředí, ale věnuje se i příhodám v soukromém životě jejích pracovníků jako je například svatba MUDr. Karla Sovy mladšího (Ladislav Frej), syna tehdejšího primáře ortopedického oddělení, s MUDr. Čeňkovou apod.
Vedlejší dějovou osu tvoří různé lidské příběhy, například případ manželského trojúhelníku mezi doktorem Blažejem, sestrou Inou Galuškovou (později Jáchymovou) (Andrea Čunderlíková) a řidičem sanitky Romanem Jáchymem (později manželem Iny) (Jaromír Hanzlík), poměr MUDr. Čeňkové s pacientem a slavným hokejistou Přemyslem Rezkem (Viktor Preiss), dále vztah MUDr. Dany Králové (Jana Štěpánková) s doktorem Vladimírem Řehořem (František Němec), či láska mezi sestrou Martou Huňkovou (Iva Janžurová) a pacientem Václavem Pěnkavou (Josef Dvořák).

## Postavy a obsazení
- primář ortopedie MUDr. Karel Sova starší (Ladislav Chudík)
- zástupce primáře ortopedie MUDr. Josef Štrosmajer (Miloš Kopecký)
- primář ortopedie MUDr. Arnošt Blažej, CSc. (Josef Abrhám)
- MUDr. Karel Sova mladší (Ladislav Frej)
- cévní chirurg MUDr. Vladimír Řehoř (František Němec)
- anestezioložka MUDr. Dana Králová (Jana Štěpánková)
- MUDr. Alžběta Čeňková (Eliška Balzerová)
- as. MUDr. Cvach (Josef Vinklář)
- primář chirurgie MUDr. František Vrtiška (Ladislav Pešek)
- MUDr. Vojtěch Peterka (Oldřich Kaiser)
- sestra Marta Huňková → Pěnkavová (Iva Janžurová)
- sestra Ina (celým jménem Jiřina) Galušková → Jáchymová (Andrea Čunderlíková)
- vrchní sestra Jáchymová (Nina Popelíková)
- řidič sanitky Roman Jáchym, její syn (Jaromír Hanzlík)
- Ema Mutlová, hospodyně u primáře Sovy (Marie Motlová)
- vrátná v nemocnici (Ludmila Roubíková)
- Alena Blažejová, manželka Arnošta (Hana Maciuchová)
- Kovanda, její otec (Jaroslav Moučka)
- doc. PhDr. Kateřina Sovová, CSc., první manželka Karla Sovy ml. (Daniela Kolářová)
- Václav Pěnkava (Josef Dvořák)
- mistr Josef Vandas, jeho šéf (Vladimír Menšík)
- pacient Přemysl Rezek, slavný hokejista (Viktor Preiss)
- Rezková, jeho matka (Zdenka Procházková)
- ředitel nemocnice Pekař (Josef Somr)
- Irena Štrosmajerová, dcera doktora Štrosmajera (Helga Čočková)
- Bohun Bauer, její milenec (Jiří Kodet)
- Bauerová, jeho manželka (Ivanka Devátá)
- MUDr. Ščerba, psychiatr (Vlastimil Hašek)
- automechanik Čepelák (Jan Faltýnek)
- sestra Zuzana (Bor) (Zuzana Burianová)
- dětská sestra (Bor) (Kateřina Burianová - Rajmontová)
- MUDr. Fastová (Dana Medřická)
- Fast, manžel dr. Fastové (Svatopluk Beneš)
- sestra Veronika (Týniště) (Jana Paulová)
- Kabíček, zřízenec v zdravotním středisku v Týništi (Václav Sloup)
- Kabíčková, jeho manželka (Dagmar Veškrnová)
- sestra Trochtová (Týniště) (Věra Tichánková)
- sestra Klapetková (Týniště) (Darja Hajská)
- pacient Rudolf Dobiáš, zelinář (Ferdinand Krůta)
- Růžena Dobiášová, jeho manželka (Stella Zázvorková)
- MUDr. František Kuthan, krajský neurochirurg (Josef Patočka)
- prof. MUDr. Nový, CSc., primář oddělení ortopedie kliniky v Praze (Miloš Nedbal)
- prof. MUDr. Petr Chalaba, CSc. (Martin Růžek)
- děkan FVL Univerzity Karlovy v Praze (Ota Sklenčka)
- recenzentka disertace Karla Sovy ml., z téže fakulty (Jana Andresíková)
- sekretářka na děkanátu (Květa Fialová)
- tajemník hokejového oddílu Pakosta (Antonín Molčík)
- místopředseda hokejového oddílu Rychtr (Jan Teplý)
- Galuška, otec Iny (Josef Bláha)
- doc. MUDr. Hybner, CSc. (Jiří Adamíra)
- bakteriolog (Otto Budín)
- šachista (Robert Vrchota)
- šachistka Oldřiška Záleská (Alice Rodová)
- nemocniční bílý zřízenec (Josef Beyvl)
- nemocniční zřízenec (Karel Effa)
- vrchní sálová sestra (Božena Böhmová)
- vrchní v restauraci (Zdeněk Dítě)

## Seznam dílů

### První řada (1978)
1. Výročí
2. Strach
3. Spor
4. Loket
5. Rozvod
6. Únos
7. Ema
8. Hnízdo
9. Odchod
10. Nástup
11. Smíření
12. Srážka
13. Setkání

### Druhá řada (1981)
1. Reoperace
2. Gravidita
3. Zánět
4. Punkce
5. Oponentura
6. Procento hnisavých komplikací
7. Odečítání

## Natáčecí lokace
Exteriér nemocnice se natáčel v České zemědělské univerzitě v Praze.